# باهیا (کالیفرنیا)
باهیا (به انگلیسی: Bahia) یک منطقهٔ مسکونی در ایالات متحده آمریکا است که در شهرستان سولانو، کالیفرنیا واقع شده است. باهیا ۲٫۱۳ متر بالاتر از سطح دریا واقع شده است.